# Lista de campeões da Copa Sul-Americana
A lista de campeões da Copa Sul-Americana, a segunda competição mais importante de clubes de futebol da América do Sul. É disputada pelos clubes escolhidos pelas dez federações nacionais, através dos desempenhos nos campeonatos ou torneios nacionais e concede ao campeão o direito de disputar contra o vencedor da Copa Libertadores da América, o título da Recopa Sul-Americana do ano seguinte. Entre 2005 e 2008 contou com a participação de clubes dos países afiliados à CONCACAF. Desde a edição de 2007, o campeão também disputa o título da Copa Suruga Bank do ano seguinte contra o vencedor da Copa da Liga Japonesa. A partir de 2019 a final passou a ser disputada em partida única, em sede pré-definida pela CONMEBOL.
O vencedor da primeira edição, realizada em 2002, foi a equipe argentina do San Lorenzo, que derrotou ao Atlético Nacional na final. A Argentina é o país com mais títulos, com 10, seguido do Brasil, com 5.

## Legenda
| +       | Venceu a partida por ter feito mais gols fora de casa |
| †       | Venceu a partida no tempo extra                       |
| **      | Venceu a partida nos pênaltis após o tempo regular    |
| Negrito | Indica o vencedor da competição                       |

## Vencedores

### Jogos de ida e volta
| Ano  | Clube mandante                                                                                    | Resultado | Clube visitante      | Estádio                 | Local                    | Notas  |
| ---- | ------------------------------------------------------------------------------------------------- | --------- | -------------------- | ----------------------- | ------------------------ | ------ |
| 2002 | Atlético Nacional                                                                                 | 0–4       | San Lorenzo          | Atanasio Girardot       | Medellín, Colômbia       | [ 6 ]  |
| 2002 | San Lorenzo                                                                                       | 0–0       | Atlético Nacional    | Pedro Bidegain          | Buenos Aires, Argentina  | [ 6 ]  |
| 2002 | San Lorenzo venceu por 4–0 no placar agregado                                                     |           |                      |                         |                          | [ 6 ]  |
| 2003 | River Plate                                                                                       | 3–3       | Cienciano            | Monumental de Nuñez     | Buenos Aires, Argentina  | [ 7 ]  |
| 2003 | Cienciano                                                                                         | 1–0       | River Plate          | Monumental da UNSA      | Arequipa, Peru           | [ 7 ]  |
| 2003 | Cienciano venceu por 4–3 no placar agregado                                                       |           |                      |                         |                          | [ 7 ]  |
| 2004 | Bolívar                                                                                           | 1–0       | Boca Juniors         | Hernando Siles          | La Paz, Bolívia          | [ 8 ]  |
| 2004 | Boca Juniors                                                                                      | 2–0       | Bolívar              | La Bombonera            | Buenos Aires, Argentina  | [ 8 ]  |
| 2004 | Boca Juniors venceu por 2–1 no placar agregado                                                    |           |                      |                         |                          | [ 8 ]  |
| 2005 | Pumas                                                                                             | 1–1       | Boca Juniors         | Olímpico Universitário  | Cidade do México, México | [ 9 ]  |
| 2005 | Boca Juniors                                                                                      | 1–1       | Pumas UNAM           | La Bombonera            | Buenos Aires, Argentina  | [ 9 ]  |
| 2005 | Empate por 2–2 no placar agregado. Boca Juniors venceu por 4–3 na disputa por pênaltis **         |           |                      |                         |                          | [ 9 ]  |
| 2006 | Pachuca                                                                                           | 1–1       | Colo-Colo            | Hidalgo                 | Pachuca de Soto, México  | [ 10 ] |
| 2006 | Colo-Colo                                                                                         | 1–2       | Pachuca              | Nacional de Chile       | Santiago, Chile          | [ 10 ] |
| 2006 | Pachuca venceu por 3–2 no placar agregado                                                         |           |                      |                         |                          | [ 10 ] |
| 2007 | América                                                                                           | 2–3       | Arsenal de Sarandí   | Azteca                  | Cidade do México, México | [ 11 ] |
| 2007 | Arsenal de Sarandí                                                                                | 1–2       | América              | Juan Domingo Perón      | Avellaneda, Argentina    | [ 11 ] |
| 2007 | Empate por 4–4 no placar agregado. Arsenal venceu pela regra dos gols fora de casa +              |           |                      |                         |                          | [ 11 ] |
| 2008 | Estudiantes                                                                                       | 0–1       | Internacional        | Ciudad de La Plata      | La Plata, Argentina      | [ 12 ] |
| 2008 | Internacional                                                                                     | †1–1 †    | Estudiantes          | Beira-Rio               | Porto Alegre, Brasil     | [ 12 ] |
| 2008 | Internacional venceu por 2–1 no placar agregado                                                   |           |                      |                         |                          | [ 12 ] |
| 2009 | LDU Quito                                                                                         | 5–1       | Fluminense           | Casa Blanca             | Quito, Equador           | [ 13 ] |
| 2009 | Fluminense                                                                                        | 3–0       | LDU Quito            | Maracanã                | Rio de Janeiro, Brasil   | [ 13 ] |
| 2009 | LDU Quito venceu por 5–4 no placar agregado                                                       |           |                      |                         |                          | [ 13 ] |
| 2010 | Goiás                                                                                             | 2–0       | Independiente        | Serra Dourada           | Goiânia, Brasil          | [ 14 ] |
| 2010 | Independiente                                                                                     | 3–1       | Goiás                | Libertadores de América | Avellaneda, Argentina    | [ 14 ] |
| 2010 | Empate por 3–3 no placar agregado. Independiente venceu por 5–3 na disputa por pênaltis **        |           |                      |                         |                          | [ 14 ] |
| 2011 | LDU Quito                                                                                         | 0–1       | Universidad de Chile | Casa Blanca             | Quito, Equador           | [ 15 ] |
| 2011 | Universidad de Chile                                                                              | 3–0       | LDU Quito            | Nacional de Chile       | Santiago, Chile          | [ 15 ] |
| 2011 | Universidad de Chile venceu por 4–0 no placar agregado                                            |           |                      |                         |                          | [ 15 ] |
| 2012 | Tigre                                                                                             | 0–0       | São Paulo            | La Bombonera            | Buenos Aires, Argentina  | [ 16 ] |
| 2012 | São Paulo                                                                                         | 2–0       | Tigre                | Morumbi                 | São Paulo, Brasil        | [ 16 ] |
| 2012 | São Paulo venceu por 2–0 no placar agregado                                                       |           |                      |                         |                          | [ 16 ] |
| 2013 | Ponte Preta                                                                                       | 1–1       | Lanús                | Pacaembu                | São Paulo, Brasil        | [ 17 ] |
| 2013 | Lanús                                                                                             | 2–0       | Ponte Preta          | Ciudad de Lanús         | Lanús, Argentina         | [ 17 ] |
| 2013 | Lanús venceu por 3–1 no placar agregado                                                           |           |                      |                         |                          | [ 17 ] |
| 2014 | Atlético Nacional                                                                                 | 1–1       | River Plate          | Atanasio Girardot       | Medellín, Colômbia       | [ 18 ] |
| 2014 | River Plate                                                                                       | 2–0       | Atlético Nacional    | Monumental de Núñez     | Buenos Aires, Argentina  | [ 18 ] |
| 2014 | River Plate venceu por 3–1 no placar agregado                                                     |           |                      |                         |                          | [ 18 ] |
| 2015 | Huracán                                                                                           | 0–0       | Santa Fe             | Tomás Adolfo Ducó       | Buenos Aires, Argentina  | [ 19 ] |
| 2015 | Santa Fe                                                                                          | 0–0       | Huracán              | El Campín               | Bogotá                   | [ 19 ] |
| 2015 | Empate por 0–0 no placar agregado. Santa Fe venceu por 3–1 na disputa por pênaltis **             |           |                      |                         |                          | [ 19 ] |
| 2016 | Atlético Nacional                                                                                 | Cancelado | Chapecoense          | Atanasio Girardot       | Medellín, Colômbia       | [ 20 ] |
| 2016 | Chapecoense                                                                                       | Cancelado | Atlético Nacional    | Couto Pereira           | Curitiba, Brasil         | [ 20 ] |
| 2016 | Chapecoense foi declarada campeã.[a]                                                              |           |                      |                         |                          | [ 20 ] |
| 2017 | Independiente                                                                                     | 2–1       | Flamengo             | Libertadores da América | Avellaneda, Argentina    | [ 21 ] |
| 2017 | Flamengo                                                                                          | 1–1       | Independiente        | Maracanã                | Rio de Janeiro, Brasil   | [ 21 ] |
| 2017 | Independiente venceu por 3–2 no placar agregado                                                   |           |                      |                         |                          | [ 21 ] |
| 2018 | Junior de Barranquilla                                                                            | 1–1       | Athletico Paranaense | Metropolitano           | Barranquilla, Colômbia   | [ 22 ] |
| 2018 | Athletico Paranaense                                                                              | 1–1       | Junior Barranquilla  | Arena da Baixada        | Curitiba, Brasil         | [ 22 ] |
| 2018 | Empate por 2–2 no placar agregado. Athletico Paranaense venceu por 4–3 na disputa por pênaltis ** |           |                      |                         |                          | [ 22 ] |

- A^  A Chapecoense foi declarada campeã após o Atlético Nacional abdicar do título como forma de homenagem após a tragédia que vitimou a delegação da equipe brasileira.[23][24][25][26]

### Jogo único
| Ano  | Campeão                 | Resultado             | Vice-campeão        | Estádio              | Local               | Notas  |
| ---- | ----------------------- | --------------------- | ------------------- | -------------------- | ------------------- | ------ |
| 2019 | Independiente del Valle | 3–1                   | Colón               | General Pablo Rojas  | Assunção, Paraguai  | [ 27 ] |
| 2020 | Defensa y Justicia      | 3–0                   | Lanús               | Mario Alberto Kempes | Córdoba, Argentina  | [ 28 ] |
| 2021 | Athletico Paranaense    | 1–0                   | Red Bull Bragantino | Centenario           | Montevidéu, Uruguai | [ 29 ] |
| 2022 | Independiente del Valle | 2–0                   | São Paulo           | Mario Alberto Kempes | Córdoba, Argentina  | [ 30 ] |
| 2023 | LDU Quito               | 1–1 (pro.) (4–3 pen.) | Fortaleza           | Domingo Burgueño     | Maldonado, Uruguai  | [ 31 ] |
| 2024 | Racing                  | 3–1                   | Cruzeiro            | General Pablo Rojas  | Assunção, Paraguai  | [ 32 ] |

## Resultados por clube
| Clube                   | Vencedor | Vice-colocação | Anos vencedor | Anos vice-campeão |
| ----------------------- | -------- | -------------- | ------------- | ----------------- |
| LDU Quito               | 2        | 1              | 2009 e 2023   | 2011              |
| Boca Juniors            | 2        | 0              | 2004 e 2005   | –                 |
| Independiente           | 2        | 0              | 2010 e 2017   | –                 |
| Athletico Paranaense    | 2        | 0              | 2018 e 2021   | –                 |
| Independiente del Valle | 2        | 0              | 2019 e 2022   | –                 |
| River Plate             | 1        | 1              | 2014          | 2003              |
| Lanús                   | 1        | 1              | 2013          | 2020              |
| São Paulo               | 1        | 1              | 2012          | 2022              |
| San Lorenzo             | 1        | 0              | 2002          | –                 |
| Cienciano               | 1        | 0              | 2003          | –                 |
| Pachuca                 | 1        | 0              | 2006          | –                 |
| Arsenal                 | 1        | 0              | 2007          | –                 |
| Internacional           | 1        | 0              | 2008          | –                 |
| Universidad de Chile    | 1        | 0              | 2011          | –                 |
| Santa Fe                | 1        | 0              | 2015          | –                 |
| Chapecoense             | 1        | 0              | 2016          | –                 |
| Defensa y Justicia      | 1        | 0              | 2020          | –                 |
| Racing                  | 1        | 0              | 2024          | –                 |
| Atlético Nacional       | 0        | 3              | –             | 2002, 2014 e 2016 |
| Bolívar                 | 0        | 1              | –             | 2004              |
| Pumas UNAM              | 0        | 1              | –             | 2005              |
| Colo-Colo               | 0        | 1              | –             | 2006              |
| América                 | 0        | 1              | –             | 2007              |
| Estudiantes             | 0        | 1              | –             | 2008              |
| Fluminense              | 0        | 1              | –             | 2009              |
| Goiás                   | 0        | 1              | –             | 2010              |
| Tigre                   | 0        | 1              | –             | 2012              |
| Ponte Preta             | 0        | 1              | –             | 2013              |
| Huracán                 | 0        | 1              | –             | 2015              |
| Flamengo                | 0        | 1              | –             | 2017              |
| Junior Barranquilla     | 0        | 1              | –             | 2018              |
| Colón                   | 0        | 1              | –             | 2019              |
| Red Bull Bragantino     | 0        | 1              | –             | 2021              |
| Fortaleza               | 0        | 1              | –             | 2023              |
| Cruzeiro                | 0        | 1              | –             | 2024              |

## Resultados por país
| País      | Nº de vitórias | Nº de vice-campeonatos |
| --------- | -------------- | ---------------------- |
| Argentina | 10             | 6                      |
| Brasil    | 5              | 8                      |
| Equador   | 4              | 1                      |
| Colômbia  | 1              | 4                      |
| México    | 1              | 2                      |
| Chile     | 1              | 1                      |
| Peru      | 1              | 0                      |
| Bolívia   | 0              | 1                      |

## Performances por cidade
| Cidade           | Títulos | Nº de clubes | Clubes campeões                                    |
| ---------------- | ------- | ------------ | -------------------------------------------------- |
| Buenos Aires     | 4       | 3            | Boca Juniors (2); River Plate (1); San Lorenzo (1) |
| Avellaneda       | 3       | 1            | Independiente (2); Racing (1)                      |
| Curitiba         | 2       | 1            | Athletico Paranaense (2)                           |
| Quito            | 2       | 1            | LDU Quito (2)                                      |
| Sangolquí        | 2       | 1            | Independiente del Valle (2)                        |
| Cusco            | 1       | 1            | Cienciano (1)                                      |
| Pachuca de Soto  | 1       | 1            | Pachuca (1)                                        |
| Sarandí          | 1       | 1            | Arsenal de Sarandí (1)                             |
| Porto Alegre     | 1       | 1            | Internacional (1)                                  |
| Santiago         | 1       | 1            | Universidad de Chile (1)                           |
| São Paulo        | 1       | 1            | São Paulo (1)                                      |
| Lanús            | 1       | 1            | Lanús (1)                                          |
| Bogotá           | 1       | 1            | Santa Fe (1)                                       |
| Chapecó          | 1       | 1            | Chapecoense (1)                                    |
| Florencio Varela | 1       | 1            | Defensa y Justicia (1)                             |